# Agrostistachys
Agrostistachys is een geslacht uit de wolfsmelkfamilie (Euphorbiaceae). De soorten komen voor in Zuidoost-Azië, Nieuw-Guinea, India en op het eiland Sri Lanka.

## Soorten
- Agrostistachys borneensis Becc.
- Agrostistachys gaudichaudii Müll.Arg.
- Agrostistachys hookeri (Thwaites) Trimen
- Agrostistachys indica Dalzell
- Agrostistachys sessilifolia (Kurz) Pax & K.Hoffm.
- Agrostistachys staminodiata Sevilla

... · 
Acalypha · 
Adriana · 
Agrostistachys · 
Alchornea · 
Aleurites · 
Anthostema · 
Blachia · 
Chrozophora · 
Cnidosculus · 
Croton · 
Dalechampia · 
Euphorbia (Wolfsmelk) · 
Hevea · 
Hieronyma · 
Hippomane · 
Homalanthus · 
Hura · 
Hylandia · 
Jatropha · 
Mabea · 
Macaranga · 
Mallotus · 
Manihot · 
Mercurialis (Bingelkruid) · 
Plukenetia · 
Ricinus · 
Sebastiania · 
Shirakiopsis · 
Tragia · 
...